# Соснівка (Малинська міська громада)
Сосні́́вка (МФА: [soˈsɲiu̯kɐ] ( прослухати); до 5 серпня 1960 року — хутір Шевченка) — село в Україні, в Коростенському районі Житомирської області. Населення становить 44 осіб.Входить до складу Малинської міської громади.

## Населення

### Мова
Розподіл населення за рідною мовою за даними перепису 2001 року:
| Мова       | Кількість | Відсоток |
| ---------- | --------- | -------- |
| українська | 42        | 95.46%   |
| російська  | 1         | 2.27%    |
| білоруська | 1         | 2.27%    |
| Усього     | 44        | 100%     |